# Харківське збройне повстання 1905 року
Харківське збройне повстання 1905 року — збройний виступ робітників Харкова проти самодержавства в грудні 1905 року під час революції 1905—1907 років в Російській імперії. Почалося під впливом Грудневого збройного повстання 1905 року в Москві.

## Перебіг повстання
Напередодні виступу більшовики розповсюдили листівку «До всіх громадян», в якій закликали до збройної боротьби. Місцева влада, якій став відомий план повстання, заздалегідь розставила в місті військові сили, роззброїла солдатів Тамбовського полку, що готувалися виступити разом з робітниками.
Повстання почалося 12 (25) грудня 1905. Озброєні бойові дружини робітників зібралися на заводі Гельферіх-Саде. 3авод з усіх боків оточили війська і поліція, почався його артилерійський обстріл. На допомогу бойовим дружинам вирушили робітники паровозобудівного заводу, залізничних майстерень. Між робітниками і військовими частинами в різних районах міста виникли збройні сутички. Було вбито і поранено близько 200 осіб.

## Пам'ять
- У радянські часи в Харкові Майдан Захисників України та станція метро мали назву «площа Повстання», на честь цієї події.